# Протесты в Кингстоне
Протесты в Кингстоне (Бунты Родни — англ. Rodney riots) — массовые беспорядки в Кингстоне (Ямайка) в октябре 1968 года.
Беспорядки начались после того, как ямайское правительство Хью Ширера запретило преподавателю Гайанского университета доктору Уолтеру Родни вернуться на свою преподавательскую должность в университете Вест-Индии. Родни, историк Африки, принимал активное участие в движении «Черная сила» (англ. Black power) и резко критиковал средний класс во многих странах Карибского бассейна. Родни был убежденным социалистом и работал с бедняками Ямайки в попытке повысить их политическое и культурное сознание.
Когда в октябре 1968 года Родни посетил конференцию чернокожих писателей в Монреале, правительство воспользовалось этим, чтобы запретить ему возвращаться, сославшись, среди прочего, на его поездки на Кубу и в СССР в качестве оправдания.
Узнав о запрете, студенты университета Вест-Индии начали демонстрацию под руководством Гильдии старшекурсников, закрыв кампус. Затем они прошли маршем сначала к резиденции премьер-министра, а затем к зданию парламента в Кингстоне. По дороге к ним присоединилось много людей,и в конце концов беспорядки стали все более жестокими, распространившись по всему городу. В итоге, было убито несколько человек, а материальный ущерб составил миллионы долларов.
Беспорядки были частью зарождающегося Движения черного самосознания в Карибском бассейне и помогли вдохновить Революцию черной силы в Тринидаде и Тобаго.